# Chromonema
Chromonema - włókno będące wyższym poziomem organizacji chromatyny w strukturze chromosomu. Włókno może być obserwowane w mikroskopie świetlnym po dekondensacji chromatyny. Na początku fazy G1 ma grubość 100-130 nm. W wyniku dalszej dekondensacji we wczesnej fazie S grubość włókna maleje do 60-80 nm.